# Włodzimierz Dunin-Żuchowski
Włodzimierz Dunin-Żuchowski (ur. 13 października 1893 w Jelizawetgradzie, zm. wiosną 1940 w Charkowie) – podpułkownik dyplomowany kawalerii Wojska Polskiego, ofiara zbrodni katyńskiej.

## Życiorys
Ukończył gimnazjum i oficerską szkołę kawalerii w mieście urodzenia, następnie szkołę kawaleryjską w Saumur (1920) i Wyższą Szkołę Wojenną w Warszawie w 1923 roku.
Przed 1917 rokiem był zawodowym oficerem armii rosyjskiej. Po rewolucji październikowej zorganizował polski szwadron, który przyprowadził do 5 pułku ułanów. Brał udział w bitwie pod Kaniowem. Następnie z oddziałem Lucjana Żeligowskiego walczył o Odessę.
Po 1920 roku był szefem misji werbunkowej w Bukareszcie. Służbę w Wojsku Polskim odbywał będąc asystentem, a później wykładowcą w Wyższej Szkole Wojennej. Z dniem 15 listopada 1924 został przydzielony do macierzystego 5 puł. Następnie został wyznaczony na stanowisko kwatermistrza pułku. W 1925 został przeniesiony macierzyście do kadry oficerów kawalerii z równoczesnym przeniesieniem służbowym do Oddziału II Sztabu Generalnego. W grudniu 1929 został przeniesiony z Wyższej Szkoły Wojennej do 3 pułku strzelców konnych w Wołkowysku na stanowisko zastępcy dowódcy pułku. 14 grudnia 1931 został awansowany na podpułkownika ze starszeństwem z dniem 1 stycznia 1932 i 1. lokatą w korpusie oficerów kawalerii. Z dniem 15 marca 1932 został przeniesiony do Departamentu Kawalerii Ministerstwa Spraw Wojskowych w Warszawie na stanowisko szefa wydziału studiów. W styczniu 1934 został wyznaczony na stanowisko zastępcy szefa tego departamentu. 
W sierpniu 1939 został przeniesiony do 8 pułku ułanów w Krakowie na stanowisko dowódcy pułku. Na jego czele walczył w kampanii wrześniowej. Po agresji ZSRR na Polskę w nieznanych okolicznościach dostał się do niewoli sowieckiej. Przebywał w obozie w Starobielsku. Wiosną 1940 został zamordowany przez funkcjonariuszy NKWD w Charkowie i pogrzebany potajemnie w bezimiennej mogile zbiorowej w Piatichatkach, gdzie od 17 czerwca 2000 mieści się oficjalnie Cmentarz Ofiar Totalitaryzmu w Charkowie. Figuruje na tzw. liście Gajdideja (poz. 1067).
5 października 2007 minister obrony narodowej Aleksander Szczygło mianował go pośmiertnie na stopień pułkownika. Awans został ogłoszony 9 listopada 2007 w Warszawie, w trakcie uroczystości „Katyń Pamiętamy – Uczcijmy Pamięć Bohaterów”.

## Ordery i odznaczenia
- Krzyż Walecznych[14]
- Złoty Krzyż Zasługi – 19 marca 1931[15]
- Medal Niepodległości[16]
- Medal Pamiątkowy za Wojnę 1918–1921[14]
- Medal Dziesięciolecia Odzyskanej Niepodległości[14]
- Krzyż Komandorski Orderu Korony Rumunii (Rumunia, przed 1937)[17]
- Krzyż Kawalerski Orderu Gwiazdy Rumunii z mieczami (Rumunia, zezwolenie z 11 września 1922)[14][18]
- Medal Pamiątkowy Wielkiej Wojny (Francja)[14]
- Medal Zwycięstwa (międzysojuszniczy)[14]